# Rhus occidentalis
Rhus occidentalis là một loài thực vật có hoa trong họ Đào lộn hột. Loài này được (Torr.) Greene miêu tả khoa học đầu tiên năm 1906.